# Stalachtis phaedusa
Stalachtis phaedusa är en fjärilsart som beskrevs av Jacob Hübner 1818. Stalachtis phaedusa ingår i släktet Stalachtis och familjen juvelvingar. Inga underarter finns listade i Catalogue of Life.

## Bildgalleri

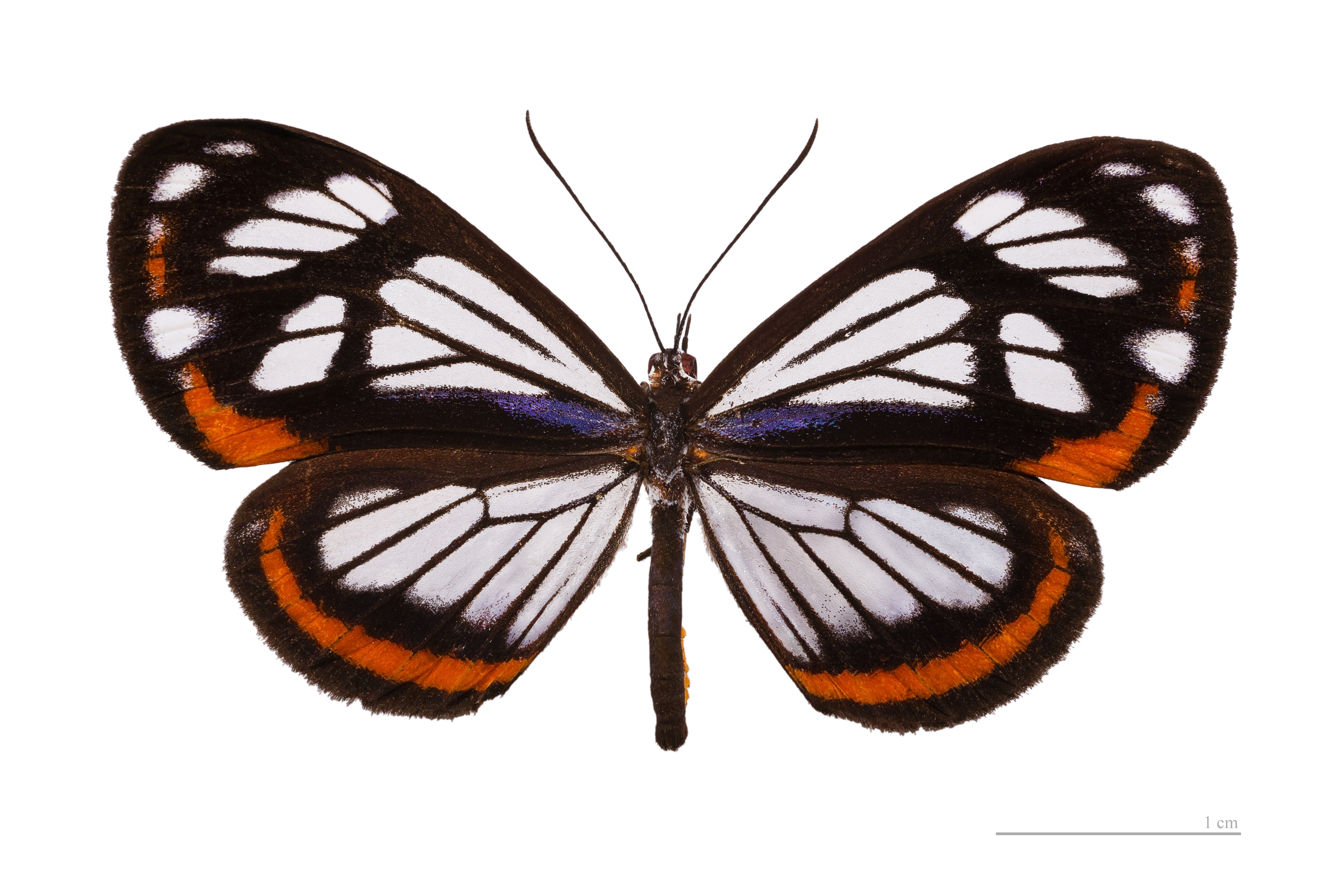
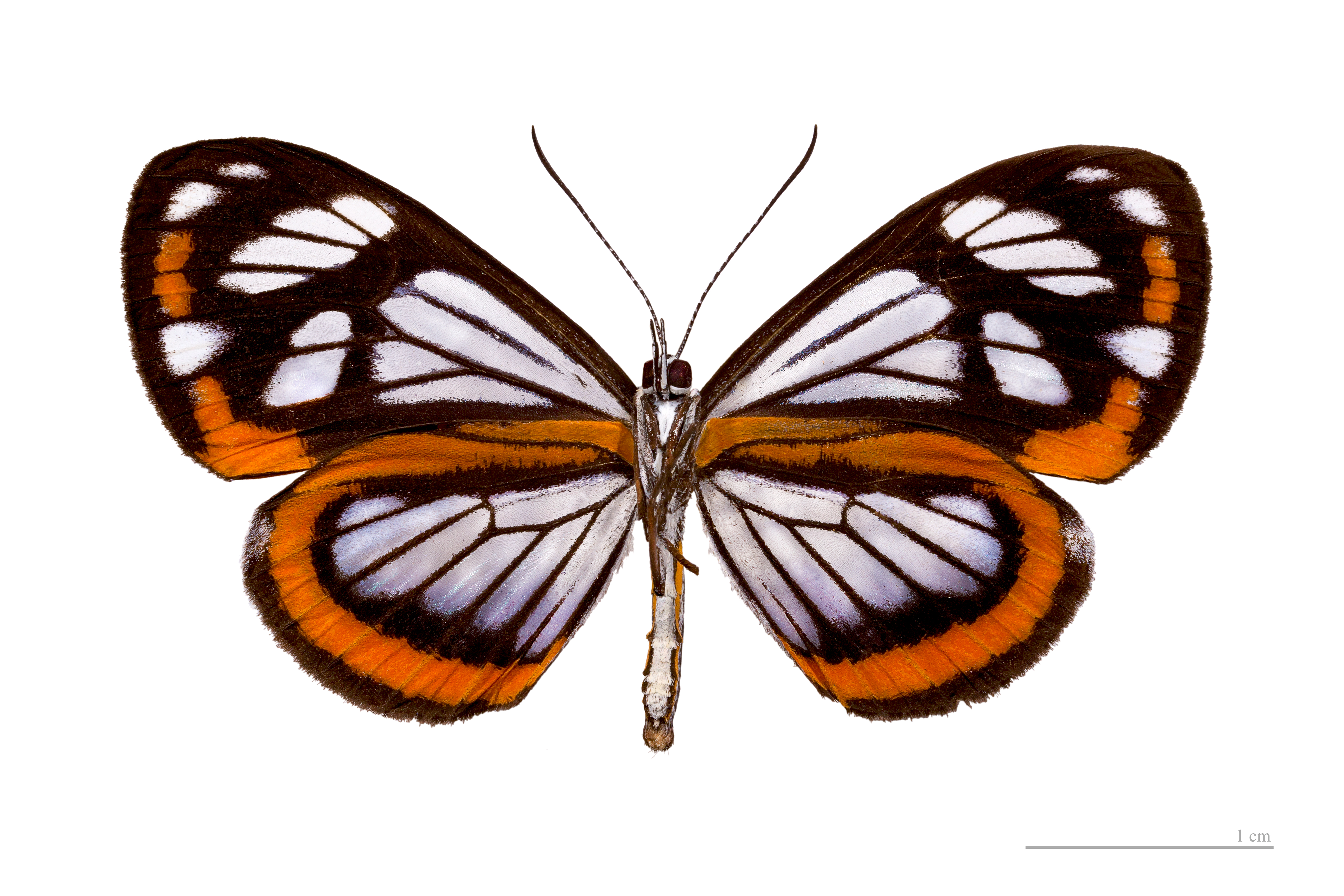
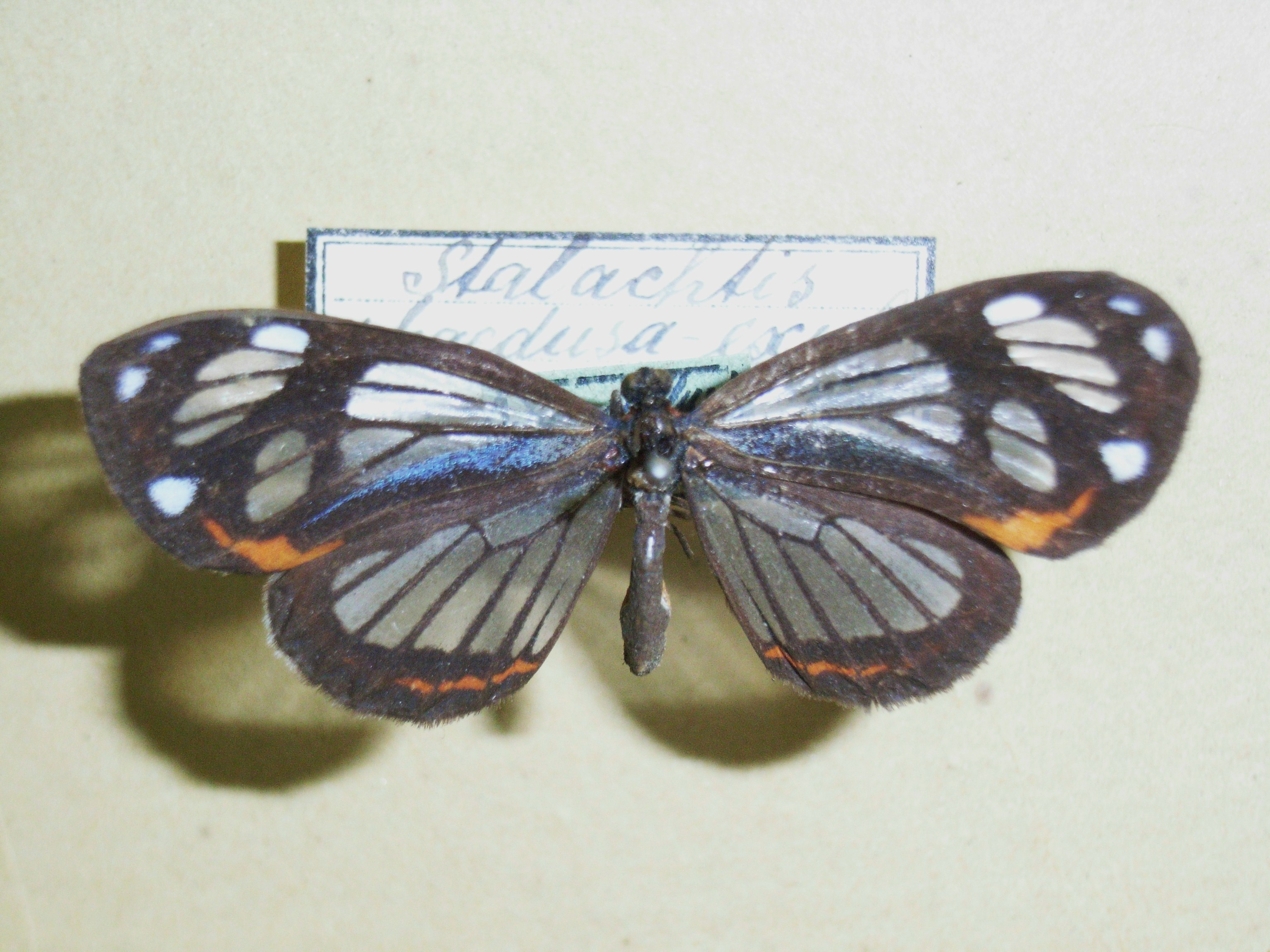